# Michael Hawkins
Pour les articles homonymes, voir Hawkins.
Michael Hawkins, né le 28 octobre 1972 à Canton dans l'Ohio (États-Unis), est un joueur américain de basket-ball. Il évolue au poste de meneur. 

## Palmarès
- 3e du championnat du monde 1998